# Alcides
Alcides, właśc. Alcides Eduardo Mendes de Araújo Alves (ur. 13 marca 1985 w São José do Rio Preto) – piłkarz brazylijski grający na pozycji środkowego obrońcy.

## Życiorys
Alcides jest wychowankiem klubu EC Vitória z miasta Salvador. To w jego barwach zadebiutował w 2002 roku w Campeonato Brasileiro Série A. Wystąpił w 6 meczach i zajął ze swoim klubem 10. miejsce w lidze.
Latem 2003 Alcides za 450 tysięcy euro trafił do niemieckiego FC Schalke 04. W Bundeslidze zawodnik zadebiutował 2 sierpnia w zremisowanym 2:2 meczu z Borussią Dortmund. W lidze wystąpił w 6 meczach, a grał także w Pucharze Intertoto. Nie sprawdził się jednak i w 2004 roku wrócił do Brazylii, gdzie przez rok grał w Santos FC.
W 2005 roku Alcides został wykupiony przez Chelsea F.C., ale niedługo potem wypożyczony do Benfiki, w której zadebiutował jeszcze w rundzie wiosennej sezonu 2004/2005. Został wtedy mistrzem Portugalii, a w 2006 roku zajął z tym klubem 3. miejsce w lidze. W Benfice spędził także rundę jesienną sezonu 2006/2007, a zimą wrócił do Chelsea, by zostać wypożyczonym do PSV Eindhoven, w barwach którego zadebiutował 3 lutego w przegranym 2:3 meczu z AZ Alkmaar, a w marcowym meczu z RKC Waalwijk zdobył swojego pierwszego gola w karierze. W tym samym sezonie z PSV wywalczył mistrzostwo Holandii. W 2008 roku Alcides odszedł do Dnipro Dniepropetrowsk.
| Sezon   | Klub                   | Kraj       | Rozgrywki                       | Mecze | Bramki |
| ------- | ---------------------- | ---------- | ------------------------------- | ----- | ------ |
| 2002    | EC Vitória             | Brazylia   | Campeonato Brasileiro           | 6     | 0      |
| 2003    | EC Vitória             | Brazylia   | Campeonato Brasileiro           | 0     | 0      |
| 2003/04 | FC Schalke 04          | Niemcy     | Bundesliga                      | 6     | 0      |
| 2004    | Santos FC              | Brazylia   | Campeonato Brasileiro           | 2     | 0      |
| 2004/05 | SL Benfica             | Portugalia | SuperLiga                       | 7     | 0      |
| 2005/06 | SL Benfica             | Portugalia | SuperLiga                       | 12    | 0      |
| 2006/07 | SL Benfica             | Portugalia | SuperLiga                       | 2     | 0      |
| 2006/07 | PSV Eindhoven          | Holandia   | Eredivisie                      | 9     | 1      |
| 2007/08 | PSV Eindhoven          | Holandia   | Eredivisie                      | 21    | 1      |
| 2008/09 | Dnipro Dniepropetrowsk | Ukraina    | Wyszcza Liha                    | 10    | 0      |
|         |                        |            | Łącznie w Campeonato Brasileiro | 8     | 0      |
|         |                        |            | Łącznie w Bundeslidze           | 6     | 0      |
|         |                        |            | Łącznie w SuperLidze            | 21    | 0      |
|         |                        |            | Łącznie w Eredivisie            | 21    | 1      |